# GARNET CROW livescope 2010 ～THE BEST TOUR～
『GARNET CROW livescope 2010 ～THE BEST TOUR～』为GARNET CROW的第七张LIVE DVD。2010年8月4日由GIZA studio发售。

## 概要
- 在2010年2月27日東京國際論壇HALL A开始了第一天公演的开端，收录了在全国7处进行的LIVE TOUR的情况。
- 有同天发售的专辑「All Lovers」的联动应招特典。
- 购买者所买的盘中，装入了能下载新曲原唱铃声的卡片。
- 有少数的盘装入了GARNET CROW成员的亲笔签名。
- 发售之后的公信榜当天排位1位（音乐类），周间排位2位（音乐类），周间排位5位（综合类）。

## 收录内容

### Disc 1
1. 涙のイエスタデー
2. Mysterious Eyes
3. 夏の幻
4. As the Dew
5. 夕立の庭
6. 千以上の言葉を並べても...
7. Jewel Fish
8. 夢のひとつ
9. 風とRAINBOW
10. wish★
11. Clockwork
12. Crier Girl & Crier Boy 〜ice cold sky〜
13. Timeless Sleep

### Disc 2
1. 夢みたあとで
2. Holy ground
3. call my name
4. 世界はまわると言うけれど
5. 二人のロケット
6. 雨上がりのBlue
7. 君の思い描いた夢 集メル HEAVEN
8. 今宵エデンの片隅で

〜Encore〜
1. 「さよなら」とたった一言で...
2. Over Drive
3. 僕らだけの未来
4. スパイラル